# Колатони (Мачерата)
Колатони (итал. Collattoni) насеље је у Италији у округу Мачерата, региону Марке.
Према процени из 2011. у насељу је живело 11 становника. Насеље се налази на надморској висини од 1082 м.